# Rachael Beck

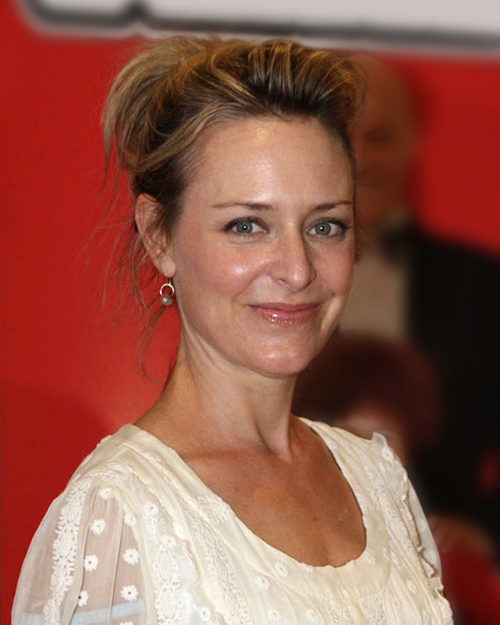
Rachael Beck (2012)

Rachael Elizabeth Beck (* 9. Februar 1971 in Sydney) ist eine australische Schauspielerin und Sängerin.

## Leben
Rachael Beck begann ihre Schauspielkarriere in den späten 1980er Jahren in australischen Fernsehserien wie Die fliegenden Ärzte und This Man… This Woman, bevor sie eine Hauptrolle in der erfolgreichen Sitcom Hey Dad! bekam. Von 1991 bis 1994 spielte sie dort die Rolle der Samantha Kelly. Nach ihrem Ausstieg aus der Serie wechselte sie ins Theaterfach und bekam eine Hauptrolle in dem Stück Me and my Girl. 
Ab dem Jahr 2000 spielte sie in dem Musical The Sound of Music, das bis 2001 in Perth und Adelaide aufgeführt wurde, die Rolle der Maria.
Zurzeit steht sie in dem Disney-Musical Die Schöne und das Biest auf der Bühne.
Rachael Beck ist seit Januar 2001 mit dem Schauspieler Ian Stenlake verheiratet.

## Filmografie
- 1989: Die fliegenden Ärzte (The Flying Doctors)
- 1989: This Man… This Woman
- 1990: Family and Friends
- 1991: Home and Away
- 1991: Hey Dad!
- 1993: The Feds: Deception
- 2000: Stingers